# シュヴァンゼン半島

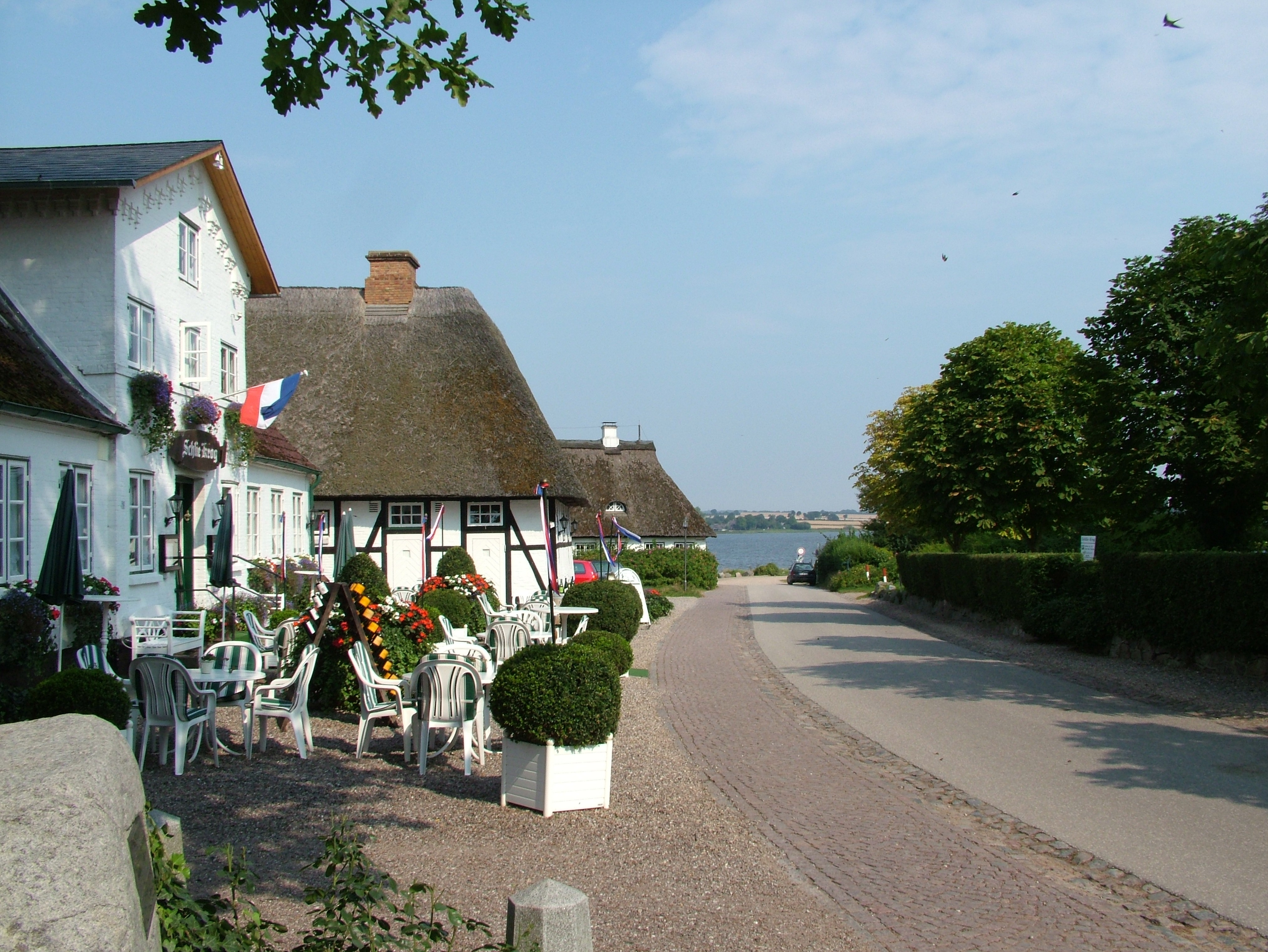
Sieseby in Schwansen

シュヴァンゼン半島（シュヴァンゼンはんとう、デンマーク語: Svans もしくは Svansø、"swan island 白鳥の島"の意）はドイツ、シュレースヴィヒ＝ホルシュタイン州にあるバルト海に突き出た半島。南側のEckernförde Bayと北側のシュライの間に位置する。シュライ湾の北側はアンゲルン半島である。
シュヴァンゼン半島ではデンマークの方言South Jutlandicが1780年あたりまで話されていた。(最後まで話されていたのはシュライ近くの村。)　1864年の第二次シュレースヴィヒ＝ホルシュタイン戦争でデンマークはシュヴァンゼン半島を失った。
シュヴァンゼンは半島のほとんどを含むAmt(集合的な地方自治体) Schwansenの名前。Amtの中心はダンプである。

座標: 北緯54度34分 東経9度54分 / 北緯54.567度 東経9.900度